# Goin’ Down Slow
Goin’ Down Slow (auch Going Down Slow) ist ein Blues-Titel, der 1941 von St. Louis Jimmy Oden auf dem Label Bluebird Records (No. 8889B) veröffentlicht wurde. Das Stück wird als Bluesstandard angesehen und gilt als einer der berühmtesten Bluessongs.

## Originalversion
Das Stück steht in einem 12-taktigen Standard-Blues-Schema und wird im 4/4-Takt in der Tonart B gespielt. Unter dem Namen James B. Oden nahm St. Louis Jimmy Oden den Blues am 11. November 1941 in Chicago auf. Auf der Aufnahme wirkten ebenso Roosevelt Sykes am Piano und Alfred Elkins am „Imitations“-Bass mit. Goin’ Down Slow war Odens populärster Song. Er nahm das Stück nochmals 1955 für Parrot Records und 1960 für Label Bluesville Records auf. Der Liedtext von Goin’ Down Slow beschreibt das Leiden einer Person.

## Howlin’ Wolfs Version
Howlin’ Wolf nahm den Titel 1961 für die Plattenfirma Chess Records auf. Wolf als Sänger und Gitarrist nahm eine Chicago-Blues-Version des Stückes mit Begleitung von Henry Gray (Piano), Hubert Sumlin und Jimmy Rogers (Gitarre), Willie Dixon (Bass) und Sam Lay (Schlagzeug) auf. Dixon stellte begleitend zu Wolfs Gesang einen erzählerischen Text für die Aufnahme zur Verfügung. 
1962 wurde das Stück ein weiteres Mal auf dem Kompilationsalbum Howlin' Wolf aka Rocking Chair Album veröffentlicht. 1970 nahm Wolf den Song erneut zusammen mit Eric Clapton (Gitarre), Klaus Voormann (Bass), Ringo Starr (Schlagzeug) und Jeffery Carp (Mundharmonika)  während der The London Howlin’ Wolf Sessions auf.

## Weitere Coverversionen
Bobby Blands Interpretation des Liedes von 1974 erreichte Platz 17 der Billboard R&B- und Platz 69 der Pop-Charts. Eric Clapton veröffentlichte vier Versionen des Stücks, das er in die Tonart A transponiert hat: 1996 auf Crossroads 2: Live in the Seventies, 1998 auf Pilgrim, 1999 eine Live-Version auf der DVD In Concert: A Benefit for the Crossroads Centre at Antigua und eine weitere Live-Interpretation, aufgenommen im Staples Center, erschienen 2002 auf One More Car, One More Rider sowie auf Forever Man. Weitere Coverversionen stammen von:
| - 1949: Ray Charles - 1958: Champion Jack Dupree - 1960: Little Walter - 1962: B.B. King | - 1963: Jimmy Witherspoon - 1964: Davey Graham - 1967: Aretha Franklin - 1971: Eric Burdon | - 1972: Duane Allman - 1972: Led Zeppelin - 2003: Jeff Beck - 2006: Guy Davis |

## Ehrung
2002 wurde das Stück in der Kategorie „Classics of Blues Recordings (Songs)“ in die Blues Hall of Fame aufgenommen.